# Léon Olphe-Galliard
Pour les articles homonymes, voir Galliard.
Pour les autres membres de la famille, voir Famille Olphe-Galliard.
Victor Aimé Léon Olphe-Galliard, né à Lyon le 27 octobre 1825 et mort à Hendaye le 2 février 1893, est un ornithologue, collectionneur et donateur français.

## Biographie
Descendant d'une ancienne famille notable de la région gapençaise, il est le fils de Léonard-Alexandre, marchand drapier  à Lyon, et de Jeanne-Marie-Germaine Joyard.
Dès son adolescence, il commence une collection d’oiseaux et s’initie à l’ornithologie avec des savants, amis de sa famille. Il posa les premiers éléments de son Musée d’Histoire Naturelle au manoir de Moncorin, commune d’Irigny, chez ses parents.
Il fait ses études sous la direction de maîtres particuliers, puis au collège royal de Lyon. Dans ses études au collège, il fit preuve de remarquables aptitudes à l'étude des langues vivantes; et ce goût ne fit que se développer dans la suite puisque l'anglais, l'allemand, l'espagnol lui étaient devenus familiers et qu'il traduisait le russe, l'islandais et la plupart des langues du nord. L'attention toute particulière qu'il apportait à la physique et à la botanique lui faisait souvent oublier les autres parties du programme qu'il considérait comme inférieures.
À 19 ans, en 1844, il fait la connaissance d’un entomologiste Étienne Mulsant. Ensemble, ils voyagent dans le Midi et établissent des relations scientifiques durables avec l’Abbé Caire. Il est membre de la Société linnéenne dès 1846.

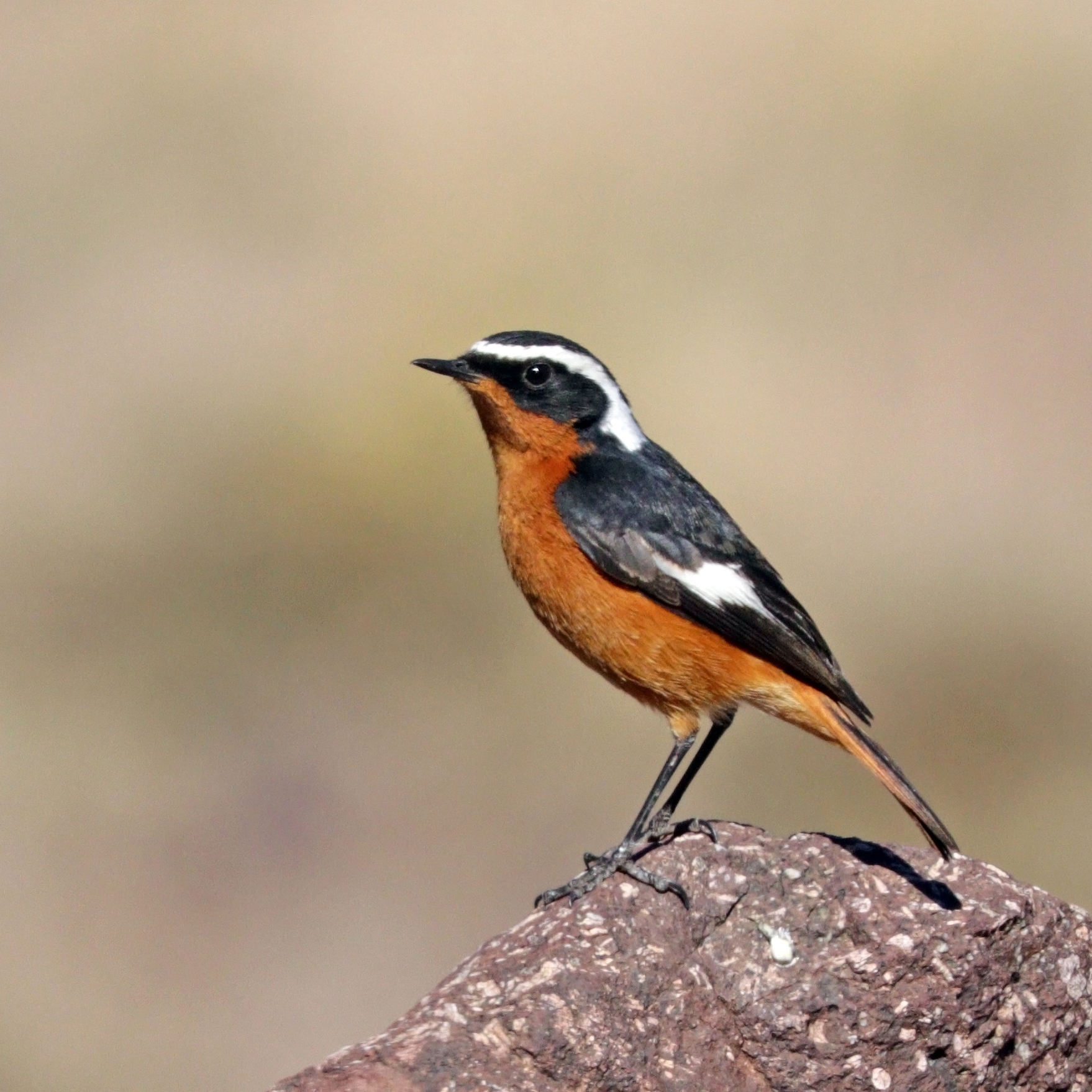
Rougequeue de Moussier - Phoenicurus moussieri - Olphe-Galliard, 1853

En 1847, il passe son baccalauréat, et se disposait à étudier la médecine, quand la révolution française de 1848 le fit renoncer à son projet. Sa famille se réfugie en Suisse, à Genève au château de Plonjon avec d'autres familles de la bourgeoisie et de l'aristocratie lyonnaises. Il  se livre dès lors tout entier à l'ornithologie et publie ses premiers essais dans la revue Naumannia, catalogue des oiseaux du Rhône, dans laquelle il donne la description du Rougequeue de Moussier, de la famille des Remizidae et de la sous-famille des Gallinagininae, mais aussi dans le journal ornithologique du Docteur Pierre Jean Georges Cabanis.
En 1856, il prend part, à Goethen, au dixième congrès de la société allemande d’ornithologie, avec laquelle il maintiendra des correspondances scientifiques. Olphe-Galliard y fait la connaissance de l’illustre zoologue français, le prince Charles-Lucien Bonaparte, de l’ornithologue danois Kjarboling et de nombreux ornithologues allemands : le pasteur Heinrich Zander, le professeur Johann Heinrich Blasius, le pasteur Christian Ludwig Brehm et le professeur docteur Johann Friedrich Naumann.
À la suite de ce congrès, il entreprit une vaste bibliographie ornithologique terminé en 1865.
Il fut membre dès 1862 de la Société helvétique des sciences naturelles. (Académie suisse des sciences naturelles aujourd'hui).
En 1864, de retour à Lyon, il perdit son père et se maria avec Marguerite-Sophie Hedde fille d'Isidore Hedde, délégué du gouvernement français en Chine.
En 1870, il quitta de nouveau cette ville et alla se fixer dans sa campagne de Bulle. Puis il rentra en France en 1876, vécut quelque temps près d'Angoulême puis alla se fixer définitivement en 1880 à Hendaye, où il fit construire la villa "Les Mouettes", en raison de la grande variété d’oiseaux que l’on peut y trouver. C'est là qu'il mourut le 2 février 1893, après de longues souffrances.

### Travaux scientifiques
En 1884, il commence la publication de son principal ouvrage: ses Contributions à la Faune Ornithologique de l’Europe Occidentale, qui paraîtront en 40 livraisons de 1884 à 1891. Cet ouvrage essentiellement bibliographique décrit minutieusement chaque espèce européenne (ainsi que des espèces exotiques proches), ainsi que tout ce qui est connu sur leur reproduction, leurs déplacements, leur alimentation, etc.

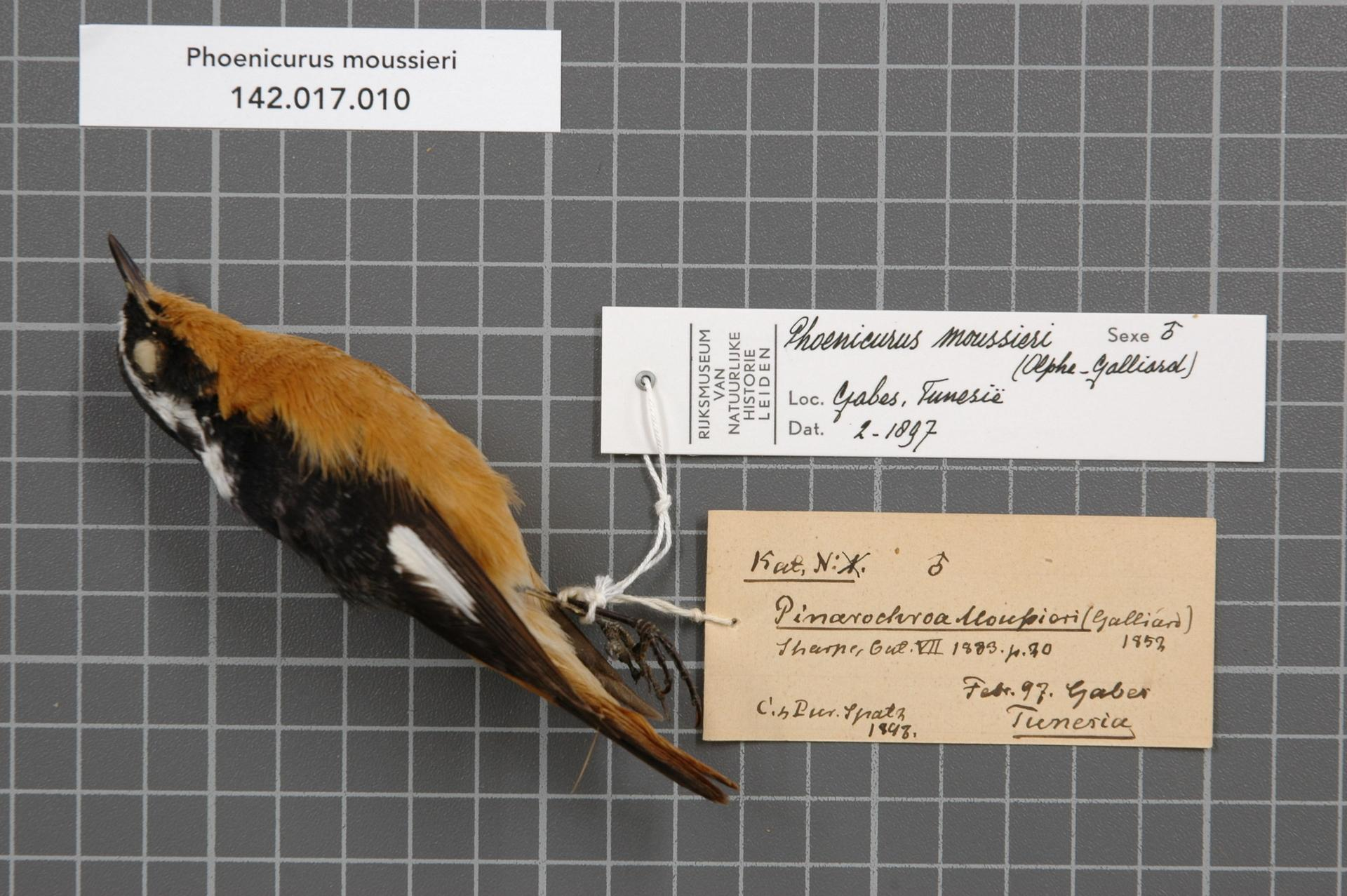
Naturalis Biodiversity Center - Phoenicurus moussieri (Olphe-Galliard, 1852)

Dans cet ouvrage, le savant ornithologue français consigne les résultats des travaux et études d’une vie longue et utile. Le plan est d’une ampleur considérable, attendu que l’auteur s’est proposé de donner non seulement des descriptions, synonymies et biographies complètes de toutes les espèces habitant le sud-ouest de l’Europe (Espagne, Portugal, Açores, Baléares, France, Suisse Française, tous les pays à l’ouest du Rhin, et les îles anglaises de la Manche) mais encore les espèces se rapprochant beaucoup des oiseaux habitant la région dont il s’occupe particulièrement, ou pouvant facilement être confondues avec eux.
Ce recueil traite à fond les sédentaires et les migrateurs. Léon Olphe-Galliard a choisi l’année 1758 comme point de départ de sa description. Il expose les problèmes de nomenclature et de classification, et propose un plan en quatre parties, séparément paginées, dont chacune est une monographie pratique sur quelques groupes particuliers d’oiseaux. Les mâles et les femelles sont décrits séparément, tout comme les variations de plumage, avec le signalement des caractéristiques propres à chacun. Les habitudes, la nourriture, la nidification, les œufs et autres points y sont aussi traités. Cet ouvrage remarquable semble enfin offrir une contribution française à l'ornithologie européenne. Peu de temps avant sa mort, parut en 1892 la dernière livraison de cette œuvre aux assises grandioses, qui par l’érudition extraordinaire, spécialement bibliographique établit les principes de l’ornithologie dans l’Europe occidentale.

### Collection

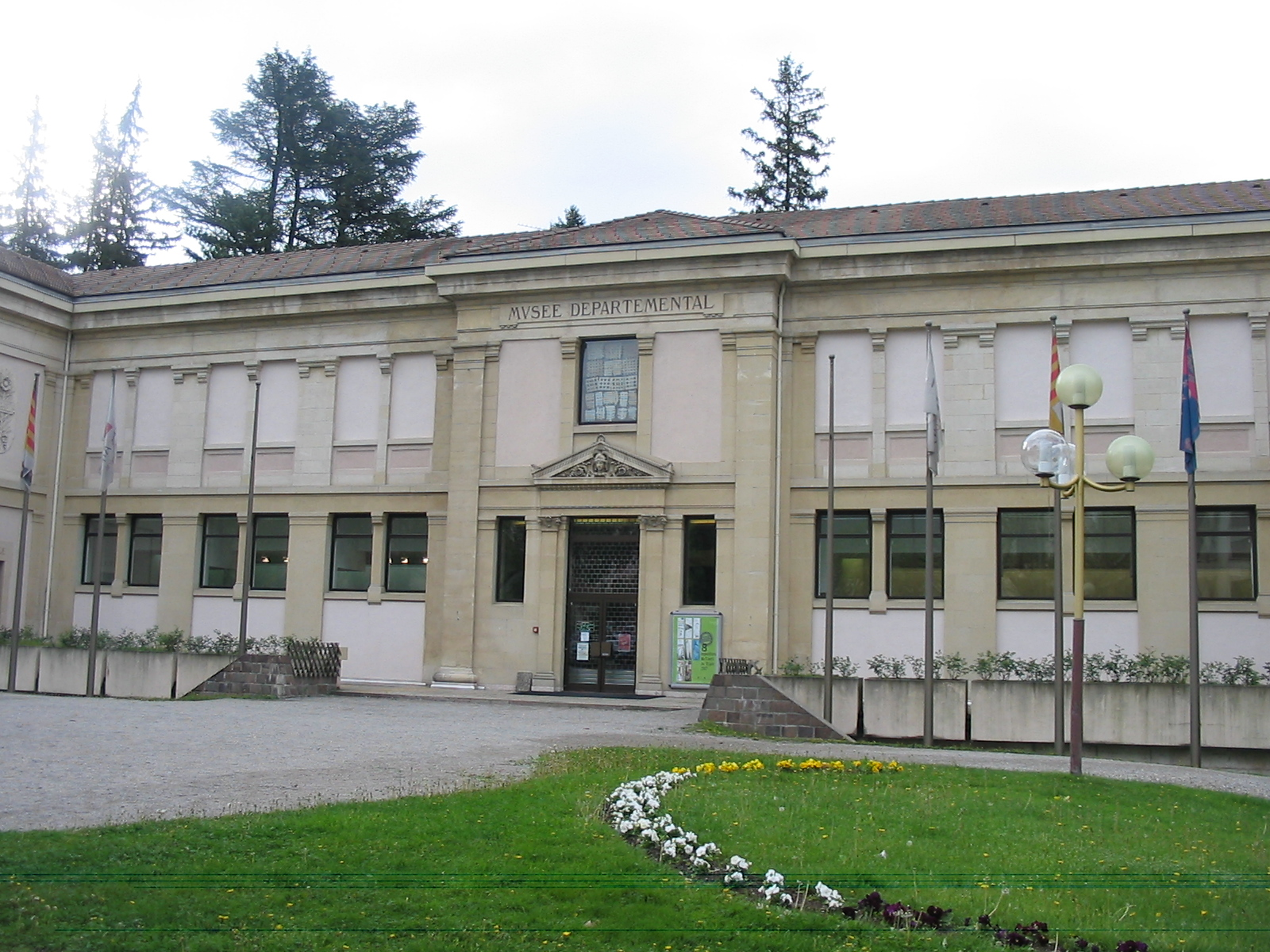
Musée Muséum départemental des Hautes-Alpes

Le 20 juillet 1891, il légua au département des Hautes-Alpes son importante collection d'oiseaux, mammifères, poissons, reptiles, herbier (5300 spécimens dont 800 issus de la collection Christian Ludwig Brehm ainsi que des œufs et des nids), sa bibliothèque composée de 2597 volumes et ses manuscrits, en souvenir de ses ancêtres, établis très anciennement en Gapençais.
Ce legs a été l'occasion déterminante de la construction d'un Musée départemental à Gap , le Musée Muséum départemental des Hautes-Alpes.
En 2018 et dans le cadre de l'exposition «Jadis Déjà» montée par le Muséum, la collection a été réinsérée dans son contexte historique et familial. Au préalable, la collection avait été restaurée en 2017 par les taxidermistes Yves et Isabelle Walter. Près de 700 pièces ont aussi été photographiées puis mises en ligne sur la plate-forme datasud.fr, base de données de la région Provence-Alpes-Côte d'Azur, afin de les rendre accessibles au public.

## Postérité

### Œuvres
- Les oiseaux d'Afrique de Levaillant. Critique de cet ouvrage. Carl Jakob Sundevall, 1868, traduit du suédois par Léon Olphe-Galliard, Paris: Veuve Bouchard-Huzard.
- Quelques remarques sur les règles de la nomenclature zoologique. Bulle, 1871.
- Contribution à la faune ornithologique de l'Europe occidentale. Recueil comprenant 5 volumes, 1888.
- Faune des vertébrés du Turkestan. (Traduit du russe) de Nikolaï Severtsov; Budapest, 1888.
- Sur l'utilité des oiseaux. Bulletin de la Société d'Étude des Hautes-Alpes, 1890.
- Jónas Hallgrímsson, sa vie, ses œuvres. Copenhague, 1890.
- Catalogue des oiseaux des environs de Lyon. Lyon Pitrat aîné, 1891.
- Lettres de Christian Ludwig Brehm. Vienne, 1892.

### Taxons éponymes
- Rougequeue de Moussier (Phoenicurus moussieri)
- Remizidae
- Gallinagininae

### Odonymie
A Gap, la rue Léon Olphe-Galliard lui est dédiée. Les Olphe-Galliard sont une très ancienne famille champsaurine, qui a joué un certain rôle dans l'histoire de Gap, où ses membres ont été longtemps notaires et consuls.